# Tonnenideologie

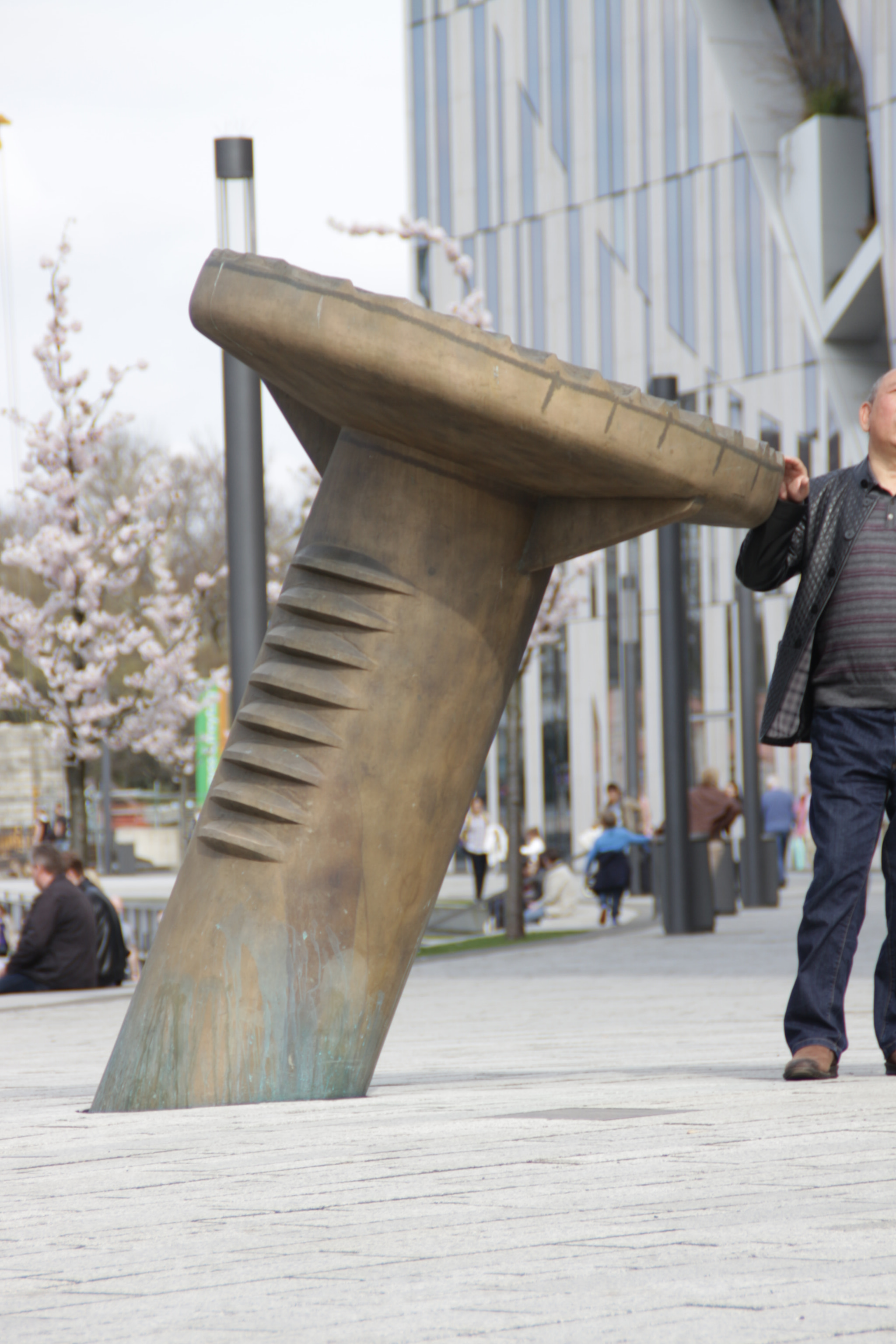
Ein Nagel von einer Tonne Gewicht kann einen Produktionsplan für Nägel genauso erfüllen wie eine Tonne kleiner Nägel, ist aber nutzlos

Als Tonnenideologie wird abwertend eine Produktionsplanung bezeichnet, die ausschließlich einfache, messbare und summierbare Größen vorgibt, ohne dass Nachfrage, Nutzen oder Qualität eine Rolle spielen. Die „Tonnenideologie“ wird in der Wirtschaftswissenschaft als Beispiel für Goodharts Gesetz besprochen.

## Zentralverwaltungswirtschaft
Der Begriff wurde zur Beurteilung der Zentralverwaltungswirtschaften geprägt. Er leitet sich aus den Tonnagevorgaben für die Schwerindustrie im Rahmen der Planwirtschaft in sozialistischen Staaten ab, bei der in Fünfjahresplänen detailliert festgelegt wurde, welche Produkte in welchen Mengen produziert werden sollten. Weiters wird die Bezeichnung auch auf eine Forderung Josef Stalins zurückgeführt; dieser hatte gefordert, dass die Sowjetunion bei den produzierten Waren die USA in der Tonnage überholen müsse.
Die Vorgaben zur Planerfüllung und auch deren Kontrolle orientierten sich unter anderem an Gewicht oder Anzahl der produzierten Produkte, die Qualität der Produkte spielte hierbei jedoch keine Rolle. Als Folge dieser willkürlichen Anreizsetzung kam es zu Qualitätsmängeln, Fehlsteuerungen und falschen Investitionsstrategien. Ein Grund, der für diese Planung ausschließlich nach Mengen ohne Berücksichtigung zusätzlicher qualitativer Faktoren genannt wird, ist die Überforderung der Planungsbehörden mit der für den menschlichen Geist nicht erfassbaren Menge der benötigten Detailinformationen. Hilfsmittel wie der Computer waren zur damaligen Zeit nicht leistungsfähig genug, Produktionsmengen einer Volkswirtschaft zu berechnen.
Als Symbol dieser Tonnenideologie werden in der Literatur die sowjetische Stachanow-Bewegung und die Hennecke-Bewegung in der DDR genannt. Die Hennecke-Bewegung war nach dem Bergmann Adolf Hennecke benannt, der am 13. Oktober 1948 in einer gut vorbereiteten Schicht 24,4 Kubikmeter Kohle förderte und damit die damals geltende Arbeitsnorm mit 387 Prozent deutlich übererfüllte.
Nachdem in Produktionsprozessen bei einer reinen Orientierung auf Quantität das Risiko einer Vernachlässigung der Qualität besteht, wurde in der DDR auch eine Steigerung der Qualität propagiert. So wurde z. B. im Juli 1949 in der SBZ auch auf Initiative von Luise Ermisch der Wettbewerb um den Titel Brigade der besten Qualität ausgerufen.

## Politisches Schlagwort
In der politischen Auseinandersetzung dient der Begriff der Tonnenideologie vielfach als politisches Schlagwort. Mit der Verwendung wird der jeweiligen Gegenseite vorgeworfen, Qualität zugunsten von Quantität zu vernachlässigen.